# Sisters (roman)
Pour les articles homonymes, voir Sisters.
Sisters est un roman de Stéphane Denis paru le 22 août 2001 aux éditions Fayard et ayant reçu le Prix Interallié la même année.

## Éditions
- Sisters, éditions Fayard, 2001  (ISBN 2213609993).